# Vladimir Urumov
Vladimir Marinov Urumov –en búlgaro, Владимир Маринов Урумов– (28 de agosto de 1990) es un deportista búlgaro que compite en halterofilia. Ganó dos medallas de bronce en el Campeonato Europeo de Halterofilia, en los años 2008 y 2016.

## Palmarés internacional
| Campeonato Europeo | Campeonato Europeo          | Campeonato Europeo | Campeonato Europeo |
| Año                | Lugar                       | Medalla            | Categoría          |
| ------------------ | --------------------------- | ------------------ | ------------------ |
| 2008               | Lignano Sabbiadoro (Italia) | Medalla de bronce  | 56 kg              |
| 2016               | Førde (Noruega)             | Medalla de bronce  | 62 kg              |